# 1972년 동계 올림픽 아르헨티나 선수단
1972년 동계 올림픽 아르헨티나 선수단은 일본 삿포로에서 개최된 1972년 동계 올림픽에 참가한 올림픽 아르헨티나 선수단이다.

## 알파인 스키
남자
| 선수              | 세부 종목 | 1차 시기 | 1차 시기 | 2차 시기 | 2차 시기 | 합계    | 합계 |
| 선수              | 세부 종목 | 기록     | 순위     | 기록     | 순위     | 기록    | 순위 |
| 에밀리오 라자리니 | 활강      |          |          |          |          | 2:08.29 | 51   |
| 카를로스 페르네르 | 활강      |          |          |          |          | 2:03.69 | 47   |
| 에밀리오 라자리니 | 대회전    | 1:48.72  | 47       | 1:54.96  | 38       | 3:43.68 | 38   |
| 카를로스 페르네르 | 대회전    | ?        | 43       | DNF      | –        | DNF     | –    |

남자 회전
| 선수              | 예선    | 예선 | 결선    | 결선 | 결선    | 결선 | 결선    | 결선 |
| 선수              | 시간    | 순위 | 시간 1  | 순위 | 시간 2  | 순위 | 합계    | 순위 |
| ----------------- | ------- | ---- | ------- | ---- | ------- | ---- | ------- | ---- |
| 카를로수 페르네르 | DSQ     | –    | 1:08.72 | 41   | 1:07.80 | 30   | 2:16.52 | 30   |
| 에밀리오 라자로니 | 2:33.86 | 8    | 1:10.45 | 42   | 1:08.49 | 31   | 2:18.94 | 31   |

## 참고 자료
- (영어) “Argentina at the 1972 Sapporo Winter Games”. SR/Olympic Sports. 2014년 10월 31일에 원본 문서에서 보존된 문서. 2011년 10월 8일에 확인함.
- 올림픽 공식 보고서 보관됨 2012-02-04 - 웨이백 머신